# Debora Seilhamer
Debora Louise Seilhamer (Ponce, 4 ottobre 1985) è un'ex pallavolista portoricana, nel ruolo di libero.

## Biografia
Figlia di Larry Seilhamer, politico e membro del Senato di Porto Rico, nonché ex cestista professionista, attivo dal 1972 al 1984 nel campionato portoricano con le maglie dei Leones de Ponce, Indios de Canóvanas e Vaqueros de Bayamón.

## Carriera

### Club
La carriera professionistica di Debora Seilhamer inizia quando debutta nella Liga de Voleibol Superior Femenino del 2001 con la maglia delle Volleygirls de Guayanilla, venendo anche premiata come miglior esordiente e miglior servizio del torneo, giocando nel ruolo di schiacciatrice.
Nella Liga de Voleibol Superior Femenino 2002 gioca nelle Leonas de Ponce, prima di trasferirsi per motivi di studio negli Stati Uniti, dove gioca per quattro stagioni per la sua università, la Southern California, vincendo la NCAA Division I nella sua prima stagione.
Tornata a Porto Rico, nella Liga de Voleibol Superior Femenino 2007 approda alle Indias de Mayagüez con le quali gioca per un quinquennio, premiata nel 2008 come miglior libero e nel 2009 come miglior difesa e miglior libero, oltre ad essere inserita nello All-Star Team del torneo.
Nella Liga de Voleibol Superior Femenino 2012 viene ingaggiata dalle Lancheras de Cataño, restando legata anche a questa franchigia per cinque annate, nel corso delle quali conquista per la prima volta lo scudetto e viene inserita in ben tre occasioni nello All-Star Team del torneo. Col trasferimento della sua franchigia ad Aibonito, nella stagione 2017 gioca per le Polluelas de Aibonito, ancora una volta inserita nello All-Star Team e premiata come miglior libero. Torna quindi in campo nella Liga de Voleibol Superior Femenino 2019 sempre con le Polluelas de Aibonito, premiata ancora come miglior libero e inserito nella squadra delle stelle del torneo.
Nel campionato 2020 passa alle Llaneras de Toa Baja, in cambio di Yeaneska Matos, mentre nel campionato seguente, col trasferimento della sua franchigia a San Juan, gioca per le Sanjuaneras de la Capital. Dopo un'annata di inattività, torna in campo per la Liga de Voleibol Superior Femenino 2023 con la franchigia di San Juan, ora denominata Cangrejeras de Santurce, con cui conquista uno scudetto e riceve un premio come MVP delle finali. Nel corso della Liga de Voleibol Superior Femenino 2025, disputata sempre con la formazione capitolina, annuncio il suo ritiro dalla pallavolo giocata alla conclusione dell'annata.

### Nazionale
Nel 2006 debutta in nazionale, con la quale un anno dopo prende parte ai XV Giochi panamericani ed al campionato nordamericano, ricevendo il premio di miglior difesa di entrambe le competizioni. Nel 2009 si classifica al terzo posto alla Coppa panamericana, mentre nel 2010 vince la medaglia d'argento ai XXI Giochi centramericani e caraibici, risultato impreziosito dai titoli di miglior giocatrice, miglior ricevitrice, miglior difesa e miglior libero della competizione.
In seguito vince la medaglia di bronzo al campionato nordamericano 2013, ripetendosi anche nell'edizione 2015, e alla NORCECA Champions Cup 2015 e poi quella d'argento alla Coppa panamericana 2016. Indossa per l'ultima volta la maglia della nazionale in occasione dei Giochi della XXXI Olimpiade.

## Palmarès

### Club
- NCAA Division I: 1

2003
- Campionato portoricano: 2

2012, 2024

### Nazionale (competizioni minori)
- Coppa panamericana 2009
- Giochi centramericani e caraibici 2010
- NORCECA Champions Cup 2015
- Coppa panamericana 2016

### Premi individuali
- 2001 - Liga de Voleibol Superior Femenino: Miglior esordiente
- 2006 - All-America Third Team
- 2007 - XV Giochi panamericani: Miglior difesa
- 2007 - Campionato nordamericano: Miglior difesa
- 2008 - Liga de Voleibol Superior Femenino: Miglior libero
- 2009 - Liga de Voleibol Superior Femenino: Miglior difesa
- 2009 - Liga de Voleibol Superior Femenino: Miglior libero
- 2009 - Liga de Voleibol Superior Femenino: All-Star Team
- 2009 - Qualificazioni nordamericane al campionato mondiale 2010: Miglior ricevitrice
- 2009 - Qualificazioni nordamericane al campionato mondiale 2010: Miglior libero
- 2010 - XXI Giochi centramericani e caraibici: MVP
- 2010 - XXI Giochi centramericani e caraibici: Miglior ricevitrice
- 2010 - XXI Giochi centramericani e caraibici: Miglior difesa
- 2010 - XXI Giochi centramericani e caraibici: Miglior libero
- 2012 - Liga de Voleibol Superior Femenino: All-Star Team
- 2013 - Campionato nordamericano: Miglior ricevitrice
- 2014 - Liga de Voleibol Superior Femenino: All-Star Team
- 2015 - Liga de Voleibol Superior Femenino: All-Star Team
- 2017 - Liga de Voleibol Superior Femenino: Miglior libero
- 2017 - Liga de Voleibol Superior Femenino: All-Star Team
- 2019 - Liga de Voleibol Superior Femenino: Miglior libero
- 2019 - Liga de Voleibol Superior Femenino: All-Star Team
- 2024 - Liga de Voleibol Superior Femenino: MVP delle finali